# Tony Blue
Anthony Arthur Crampton Blue, detto Tony (4 febbraio 1936 – 1º ottobre 2020), è stato un mezzofondista australiano.
Specializzato negli 800 metri piani, vinse la medaglia di bronzo ai Giochi del Commonwealth del 1962. Partecipò anche a due edizioni olimpiche (1960, 1964), ma senza ottenere medaglie.